# دانيال نيكولمان
دانيال ألبرتو نيكولمان سواريز (25 مايو 1985) هو لاعب كرة قدم أرجنتيني - تشيلي، لعب لأندية في الأرجنتين والإكوادور وكولومبيا وبيرو وتشيلي والمكسيك وبوليفيا.